# Панчук Галина Степанівна
Гали́на Степа́нівна Панчу́к (19 липня 1953, село Каймоново Усть-Кутського району Іркутської області — 26 квітня 2008) — українська поетеса. Член Національної спілки письменників України від 2005 року.

## Біографічні відомості
Закінчила Кам'янець-Подільський державний педагогічний інститут імені Володимира Затонського (нині Кам'янець-Подільський національний університет).
Працювала вчителем української мови та літератури в Прип'яті. Померла 26 квітня 2008 року. Похована у селі Гриців Шепетівського району Хмельницької області.
Автор збірок:
- «Несезонний вирій» (1996),
- «Зозульчині черевички» (2002),
- «Голос вишні і бджоли» (2004).
- «Ескізи моєї душі» (2006).
- «Літописний Гриців» (у співавторстві з Оксаною Панчук) (2008, перевидання 2012).

Є ЗИМА, ТА НЕМИНУЧІ — ВЕСНИ
Волею долі я народилася на берегах могутньої річки Лєни. В Іркутську область батьки мої поїхали будувати залізницю. 19 липня 1953 року вони вже раділи моїй появі на світ. А за рік родина повернулася на рідну Хмельниччину: тата забирали до війська, а мама не хотіла залишатися на чужині. Сімейні перекази оповідають про те, як я мало не потонула у сибірській річці. Тому часто жартую, що вже в однорічному віці загартовувала себе, готуючись до життєвих випробувань, найтяжчим з яких стала чорнобильська трагедія.

Квітучими веснами жаль огортає. Минає вже двадцята річниця з часу аварійного вибуху на Чорнобильській атомній станції.
Мій Чорнобиль — це назавжди втрачене місто Прип'ять, куди я приїхала 1977 року, закінчивши факультет української філології Кам'янець-Подільського державного педагогічного інституту. Деякий час працювала вчителем української мови та літератури, але за станом здоров'я змушена була залишити роботу в школі. Згодом у місцевому Будинку культури вела дитячу літературну студію.
Полісся — колиска давньої української мови та звичаїв — напувало мене щедротами своєї землі і робило крилатим серце. Чи могла тоді припустити, що місто Прип'ять — ота мікромодель усієї радянської системи з її плюсами і мінусами — стане остережним пам'ятником для майбутніх поколінь?
Після аварії на ЧАЕС переселилася до м. Хмельницького. З далеких доріг повернулася — вкотре! — до отчого дому.
Вірші друкувала в альманахах — «Вітрила», «Золотий го-мін», «Безсоння вишень»; тижневиках — «Літературна Україна», «Самостійна Україна», «Корчагінець», «Подільські вісті», «Проскурів». Видала три поетичні збірки: «Несезонний вирій» (1996), «Зозульчині черевички» (2002), «Голос вишні і бджоли» (2004).
Горе важко матеріалізується у слові. Збірка «Несезонний вирій» — біль і смуток пережитого…. Птахи покидають свої гніз-да восени, щоб навесні повернутися і дати нове потомство. Чорнобильці (офіційно визнані чи невизнані боязливою владою) помирають від опромінення впродовж двадцяти років. Їх передчасний «вирій» — відхід у потойбіччя — став несезонним (завчасним) та незворотним. Живі також змушені були залишити рідні домівки. А хто повертався, на своїй землі вже ставав самоселом.
Час не гоїть душевні рани. Одначе крізь сльози втрат уже починаю прислухатися до голосу вишні і бджоли. У даній книзі час — заґрунтоване полотно, на якому з'являються ескізи до панорами власної долі та історії моєї країни. Чорнобильська трагедія стала початком перебудови свідомості українського народу, сподівань на кардинальні зміни у системі, збудованій тоталітарними режимами: сталінським, здавалося б, міцним і незнищенним, та брежнєвським, надійним лише на перший погляд. Горбачовський себе тоді ще не проявив.

Герої літературних ескізів — цілком реальні люди, і жодна із ситуацій не є авторською вигадкою. Усе — мною побачене, почуте, пережите. Однак автобіографічність — не самоціль. Найбільше турбують не спогади, а запитання. Чому атомний експеримент стався саме на українській землі? Чому століттями нівелювалася національна гідність українців (і не тільки їх), нищилися мова, культура? Чому був можливим геноцид в історії мого на-роду? Чому?! Зламалася воля моїх співвітчизників? Підгнило коріння? Всохла пам'ять? Як нам повернутися до своїх витоків, не перестаючи рухатися вперед? Як людству не самознищитися?
Живу надією, що мій народ здолає всі перешкоди на шля-ху до гідного духовного та економічного життя, «бо є зима, та неминучі — весни, які тривожать криком журавлиним…» Цей шлях — у любові до України, рідної мови, до людей, до всього світу. Тож відкриймо серця для Любові. Адже лише їй (і тільки їй!) належить рятівна місія.
(Із передмови до збірки «ЕСКІЗИ МОЄЇ ДУШІ»)
ЕСКІЗ ПРИП'ЯТІ
«Чи ж то світові треба Чорнобиля, щоб відкрились кордони й розкрилися душі?»
Якось отримала листа від подруги, якій (уже хворій) наприкінці травня 2003 року «пощастило» добитися до залишеного (напрошується — зрадженого) людьми міста: «… ношу побачену Прип'ять у собі, боячись розхлюпати…»
Обпалені чорним болем ластівки летять на свої спустошені гнізда. Летять уві сні чи наяву… А ластів'ята мали б набиратися у тих гніздах сил і, натренувавши молоде крило, летіти у пошуках сенсу життя. Натомість порожнеча, неприкаяність, хвороби…
«Вже біля кореня мого народу
лежить сокира»
… Моя пам'ять зберегла ще мирну Прип'ять. Їй невідоме моторошне безлюддя мертвого міста, серед якого уціліла кішка треться тобі до ніг. Жах загубленої душі відчули мої батьки, побувавши у покинутому місті.
А спогад, мов кресало, викрешує один із епізодів, який за інших обставин просто забувся б.
… П'ятирічна донечка засвоює ази абетки і тому змушує мене читати побачені гасла, а їх у місті чимало. В центрі на одному з будинків помпезними літерами виведено: «Хай буде атом робітником, а не солдатом». Хто такі робітники і солдати доньці відомо. А от атом… «Ні, ще менший від Дюймовочки, — пояснюю, — і коли він у наших (бо дитячий світ поділяється на „наших“ і „чужих“), так от, коли цей атом у наших, мирних руках, то змушує працювати фабрики, заводи, освітлює будинки. Бом-би наші теж мирні. А коли атом у чужих руках, то — біда».
А ще впам'ятку цитата з буклета про Прип'ять: «…атомна енергетика — це виробництво, яке на IV Женевській конференції з питань мирного використання атомної енергії було визнано найчистішим і найбезпечнішим для навколишнього середовища з-поміж усіх галузей промисловості».
А що цей мирний атом-робітник одного дня може стати вбивцею?! Хто про це думав?
Мій біль, моє місто-немовля, що зістарілося і посивіло, і вмерло в одну квітневу ніч… Мій розпач і моя, тепер одвічна, тривога — донечка, молитва за всіх і кожного…
ЛИСТ
А мальви, доню, так і не зійшли.
Чи то насіння від дощів прогниле, чи не спило ще ростової сили, ти чуєш, доню, мальви не зійшли.
Жахається весна пасхальних свят: роззявлені, щербатим чорним ротом
зліпились в крик одвічної скорботи
порожні гнізда мертвих ластів'ят.
Цей світ такий — ні сіяти, ні жати, а ницість духу звуть тепер любов'ю…
З дороги щастя чи з дороги болю
тебе, моя кровиночко, чекати?
То які буклети, які конференції могли застерегти від такої трагедії? Одна чорнобильська ніч змусила тверезо поглянути і на мирний атом.
Я ж відтоді
зціловую горобину сльозу з мертвої щоки міста.
Гіркнуть уста мої, усміх гіркне.
Десь тут притрушені стронцієм сліди моєї доньки… Їх не зцілувати.
(зі збірки «ЕСКІЗИ МОЄЇ ДУШІ»)
З останнього…
БУДУ ПІСНЕЮ
«Чому біль мій став вічний, а рана моя невигойна, що не
хоче загоїтись?»
(Єр., 15, 18)
Коли стану порошинкою безмежного степу
і голосистий вітер
здійме мене аж до хмар, я буду піснею
мого волелюбного народу;
коли стану краплиною бурхливого моря, як розпачлива чайка
затріпочу в його обіймах, я буду піснею
мого стражденного народу;
коли стану виноградною лозою
у сонячних гронах, на устах винороба
я буду піснею
мого вічного народу.